# Zamek półswobodny

Schemat działania zamka półswobodnego. Elementy hamujące w postaci rolek zaznaczone kolorem zielonym

Zamek półswobodny – rodzaj zamka stosowanego w automatycznej broni strzeleckiej, wykorzystującego w swoim działaniu bezwładność odpowiednio dużej masy własnej w połączeniu ze specjalnymi elementami hamującymi.

## Charakterystyka
W broni wykorzystującej zamek półswobodny lufa pozostaje nieruchoma, natomiast zamek zamyka jej przewód opierając się na sprężynie powrotnej oraz elementach hamujących (nie jest sztywno zaryglowany). 
W momencie strzału, siła odrzutu pcha zamek do tyłu, jednak jego ruch spowalniany jest przez siłę bezwładności wytwarzaną przez jego masę własną, dodatkowo wspomaganą elementami hamującymi (działającymi w pierwszej fazie cyklu pracy broni, gdy ciśnienie gazów prochowych jest największe). Po pokonaniu wstępnych oporów i rozpędzeniu się zamek półswobodny działa dalej jak zamek swobodny (opierający się tylko na sile bezwładności).
Działanie elementów hamujących opiera się natomiast na wykorzystaniu: siły tarcia, bezwładności układów dźwigniowych lub zastosowaniu rolek napędzających. Zastosowanie elementów hamujących pozwala na zredukowanie masy samego zamka, ponieważ zmniejszają one rolę bezwładności zamka (opierającej się na jego masie), co korzystnie wpływa na zmniejszenie masy całej broni.

## Przykłady elementów hamujących
Wśród rozwiązań wstępnie hamujących ruch zamka do tyłu wymienić można między innymi:
1. Układy generujące znaczne tarcie. Rozwiązanie zastosowane np. w pistolecie maszynowym Thompson,  gdzie opóźnienie ruchu zamka w pierwszej fazie osiągnięto za pomocą ruchomej wkładki kształtowej. Siła tarcia powstająca na powierzchni wkładki, wycięciach w zamku oraz w komorze nabojowej hamowała ruch zamka. Układ ten nie rozpowszechnił się jednak na większą skalę ze względu na swoją niedoskonałość.
2. Układy z zamkiem złożonym z dwóch części, w którym nieznaczne przesunięcie jego przedniej części, powoduje większe przesunięcie części tylnej (np. układ dźwigniowy). Dzięki temu w czasie działania ciśnienia gazów łuska wychodzi z komory nabojowej na odległość nie przekraczającą dopuszczalnej granicy.

Przykład zastosowania omawianej zasady stanowi ogólny układ ciężkiego karabinu maszynowego Schwarzlose. W latach 30. XX wieku rozwiązanie oparte na zamku dwudzielnym i dźwigniach opatentował  polski konstruktor broni Edward Stecke. Taki rodzaj układu w zmodyfikowanej postaci był stosowany również przez niemieckich konstruktorów w uniwersalnym karabinie maszynowym MG 42. Po 1945 r. ten układ zamka miał zastosowanie w  karabinie automatycznym CETME na nabój pośredni, który był dostosowany do 7,62 mm zunifikowanego naboju NATO. Ma on również zastosowanie we wzorach broni francuskiej oraz szwajcarskiej.
W CETME występuje następująca zasada działania układu: rolki znajdujące się w położeniu zaryglowanym, pod naciskiem skośnych powierzchni trzona zamkowego wychodzą poprzez otwory boczne tłoka zaporowego, opierając się na gniazdach oporowych komory zamkowej. Podczas wykonywania strzału łuska ciśnie do tyłu na czółko tłoka zaporowego, a ten z kolei naciska na rolki, które to częściowo opierają się w gniazdach komory zamkowej, a częściowo naciskają na skośną powierzchnię trzona zamkowego. Gniazdo, które znajduje się w komorze zamkowej umożliwia, że rolki oraz tłok zaporowy przesuwa się w tylne położenie. Trzon zamkowy zostaje odsunięty przez rolki względem tłoka zaporowego, a z kolei pozostałe części zamka są pociągane przez trzon zamkowy. W tym samym czasie ciśnienie w lufie osiąga odpowiednio niskie wartości, które maja zapewnić bezpieczeństwo i niezawodność działania jej mechanizmów.